# Kölner Bergwerks-Verein
Die Kölner Bergwerks-Verein AG war ein 1845 gegründetes, frühindustrielles Bergbau-Unternehmen.
Der 1849 konzessionierte Bergwerksverein hatte schon sehr früh einen vertikal organisierten Montankonzern zum Ziel. So sollten Kohleförderung, Kohleveredelung, Eisenerzgewinnung und Verhüttung unter einem Dach organisiert werden. Die mit zwei Mio. Reichstalern ausgestattete Aktiengesellschaft hatte sehr früh in einem Gebiet an der entstehenden Köln-Mindener Eisenbahn Abbaurechte erworben.
Treibende Kräfte beim Kölner Bergwerksverein waren die von rheinischen Liberalismus geprägten Industriepioniere Gustav Mallinckrodt und Gustav von Mevissen. 
Nach dem Tod des langjährigen „Spezialdirektors“ Peter Kirch am 28. August 1886 wurde der Geheime Bergrat Emil Krabler zu seinem Nachfolger bestellt. Das Vertrauen, das Krabler sich seit 1868 als Grubendirektor beim Kölner Bergwerksverein erworben hatte, veranlasste den Verwaltungsrat, ihn zum „Spezialdirektor“ zu ernennen. Außerdem wurde der Verwaltungssitz von Köln nach Altenessen verlegt. Nachdem der Verwaltungsrat auf Grund der abgeänderten Satzungen die Aufgaben eines Aufsichtsrates angenommen hatte, wurde Krabler zum Vorstand der Gesellschaft mit der Befugnis, diese allein zu vertreten, erhoben.
Als Köln-Neu-Essener Bergwerksverein fusionierte das Unternehmen 1930 mit Hoesch.
Zu den vom Kölner Bergwerks-Verein projektierten Bergwerken gehörten:
- Zeche Carl
- Zeche Christian Levin
- Zeche Neu-Cöln
- Zeche König Wilhelm
- Zeche Anna
- Zeche Emil-Emscher
- Zeche Fritz-Heinrich